# Karl Frederic, Duce de Holstein-Gottorp
Ducele Karl Frederic de Holstein-Gottorp (germană Karl Friedrich, Herzog zu Holstein-Gottorp) (30 aprilie 1700 – 18 iunie 1739) a fost ful lui Frederic al IV-lea, Duce de Holstein-Gottorp și a soției sale, Hedvig Sophia a Suediei, fiica regelui Carol al XI-lea al Suediei. A devenit duce încă din copilărie după decesul tatălui său în 1702 și întreaga viață a fost pretendent la tronul Suediei ca moștenitor pro forma al regelui Carol al XII-lea. Ca tată al Țarului Petru al III-lea al Rusiei, el a fost strămoșul pe linie paternă al tuturor împăraților Rusiei după Caterina a II-a.

## Biografie
Karl Frederic s-a născut în Suedia, unde părinților săi li s-a oferit siguranță în timpul Marelui Război al Nordului de către unchiul său matern, Carol XII al Suediei. El a succedat la tronul ducatului său la vârsta de doi ani, după moartea tatălui său. Mama sa, cu care el a locuit la Stockholm, a domnit ca regentă. Puterea efectivă a stat în mâinile administratorilor. Trupele daneze au devastat teritoriile ducelui în timpul Marelui Război al Nordului și au cucerit porțiuni din nord, inclusiv sediul ancestral al dinastiei de Holstein-Gottorp, castelul Gottorp. 
S-a spus că mama lui l-a crescut cu blândețe, dar ferm. După moartea mamei sale, în 1708, a fost plasat în grija bunicii paterne a mamei ale, regina văduvă Hedwig Eleonora de Holstein-Gottorp, care - conform relatărilor - l-a răsfățat. Mama lui, și mai târziu Hedwig Eleonora, l-au sprijinit și au acționat pentru dreptul lui de a fi considerat moștenitor al Suediei după ce unchiul său care nu avea copii.

### Cariera suedeză

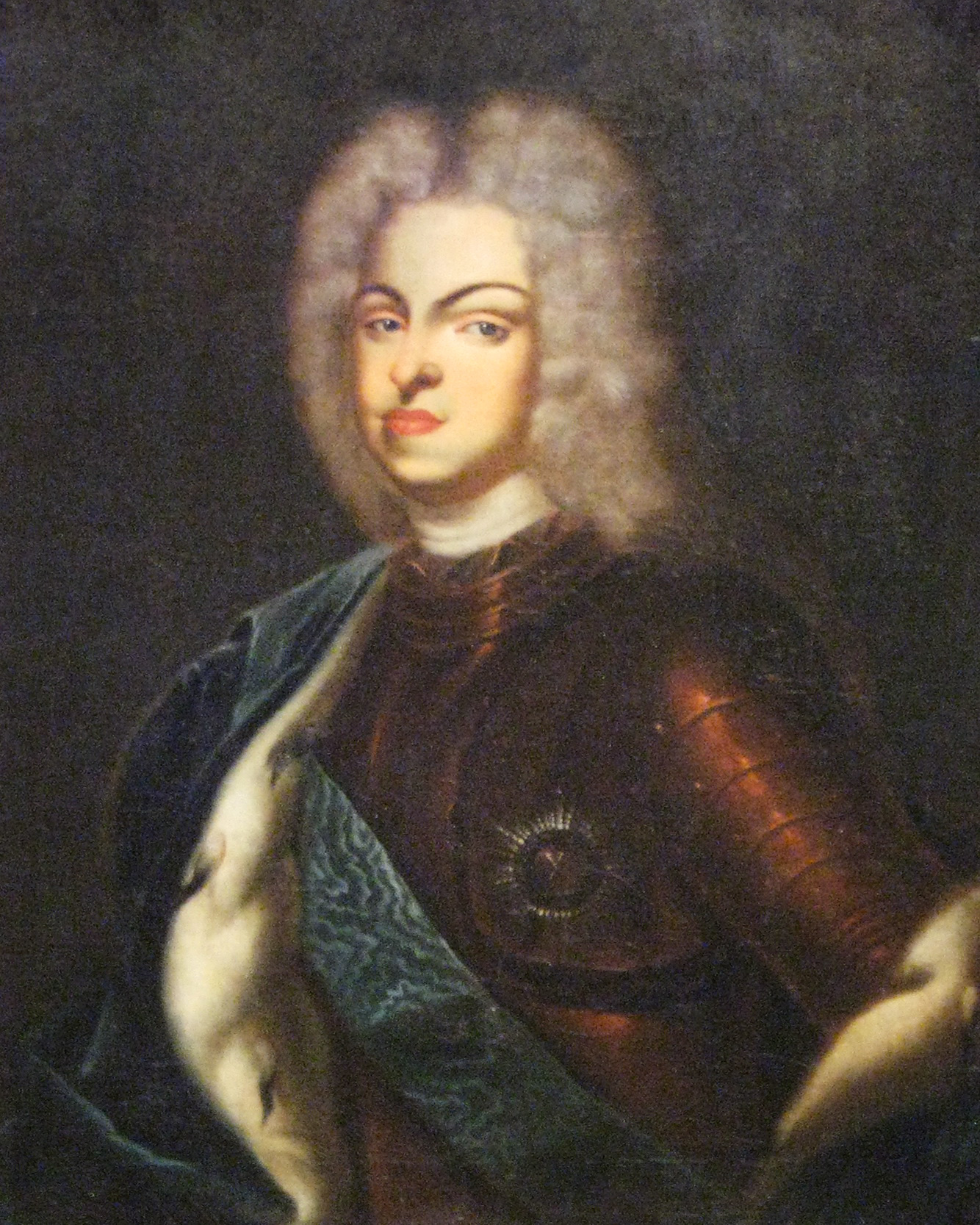
Karl Frederic de Holstein-Gottorp

Karl Frederic l-a întâlnit pe unchiul său Carol al XII-lea pentru prima dată în 1716. El a fost declarat legal major în 1717 și a primit o parte din responsabilitățile militare. Karl Frederic a fost într-o relație tensionată cu mătușa lui Ulrica Eleonora, a cărei adepți arătau spre el spunând că era prea nepoliticos, arogant și îi lipsea simțul responsabilității pentru a fi un moștenitor adecvat la tron.
La moartea în 1718 a unchiului din partea mamei și totodată vărul său de gradul al doilea, Carol al XII-lea al Suediei, Ducele Karl Frederic a fost prezentat ca pretendent la tron. Totuși, mătușa lui Ulrica Eleonora (1688-1741) a reușit să smulgă tronul pentru ea, susținând că sora ei mai mare nu a "dobândit acordul puterilor parlamentare" pentru căsătoria ei cu tatăl Ducelui Karl, în conformitate cu legile de succesiune stabilite în Norrköpings arvförening. Susținătorii ducelui au afirmat că monarhia absolută din Suedia, creată de bunicul ducelui, regele Carol al XI-lea, a făcut această clauză de căsătorie irelevantă.
Conform relatărilor, la vestea morții unchiului său ducele Karl a fost prea îndurerat pentru a putea acționa în vreun fel, în timp ce soțul mătușii sale, Frederic de Hesse, s-a grăbit s-o ajute pe Ulrica Eleonora în cucerirea tronul. Când Karl Frederic s-a confruntat cu Ulrica Eleonora, el a fost forțat de către Arvid Horn să o salute ca regină. El a cerut să i se acorde titlul de Alteță Regală și să fie recunoscută ca moștenitor al ei, însă când era cât pe-aici să i se acorde titlul, el a părăsit Suedia în 1719.
Karl Frederic s-a retras din Suedia, în cele din urmă stabilindu-se în Rusia. După aceea, așa-numitul partid Holsteiner din Suedia a continuat să avanseze pretențiile lui Karl Frederic. Partidul a făcut pregătiri și a așteptat moartea reginei care nu avea copii, însă  Karl Frederic a murit înaintea mătușii sale și a plasat pretențiile sale fiului său minor. Până în acel moment Suedia a adoptat noi legi de succesiune care l-au exclus în mod specific pe Karl Frederic și pe moștenitorii săi ca urmare a politicii lor ruse. Vărul său primar Adolf Frederic, din aceeași dinastie Oldenburg, a fost ales prinț moștenitor al Suediei. În 1723, el a primit titlul de Alteță Regală, în lipsa acestuia, dar politica sa pro-rusă l-a îndepărtat de poziția de moștenitor al tronului suedez.

### Ultimii ani
Karl Frederic a părăsit Hamburg, Holstein-Gottorp fiind ocupat de Danemarca din 1713. În 1720, Suedia și Danemarca-Norvegia au încheiat Tratatul de la Frederiksborg, în care Suedia a promis să sisteze sprijinul către Holstein-Gottorp. Ducele Karl Frederic s-a opus tratatului pe care l-a privit ca împotriva propriului său drept la succesiunea suedeză; tratatul, de asemenea, a făcut practic imposibilă redobândirea părții de nord a ducatului său, terenurile sale în Schleswig. (Acest lucru a fost o motivație pentru fiul său Petru în 1762, în momentul accesiunii sale la tronul rus, de a începe pregătirile pentru utilizarea trupelor ruse de a recuceri teritoriile pierdute din Danemarca.)
Ducele Karl Frederic s-a căsătorit cu Marea Ducesă Anna Petrovna, fiica cea mare a Țarului Petru I și a soției sale, țăranca  Marta Skavronskaia (care mai târziu va deveni împărăteasa Ecaterina I a Rusiei). Căsătoria a fost discutată ani de zile și inițial el nu a fost luat în considerare deoarece era moștenitor suedez.
El a fost logodit oficial cu Anna de către Țarul Petru. După decesul țarului în 1725, el a primit un loc în Consiliu, propria sa curte, palat și venit acordat de Ecaterina I și s-a căsătorit cu Anna. Anna nu a fost entuziasmată de căsătorie din cauza reputației lui de complotare cu prostituate.
Karl Frederic, pe atunci comandant al gărzii de palat la Sankt Petersburg, a încercat să asigure succesiunea soției sale la tronul Rusiei, după decesul mamei ei în 1727, împărăteasa Ecaterina I. Încercarea lui a eșuat, însă fiul său și al Ducesei Anna, Karl Petru Ulrich (care i-a succedat ca Duce de Holstein-Gottorp în 1739) a devenit țar al Rusiei în 1762 sub numele de Petru al III-lea. 
Karl Frederic și Anna au părăsit Rusia pentru ducatul de Holstein-Gottorp în 1727, unde Anna a murit după nașterea fiului lor în 1728. Karl Frederic și-a petrecut restul vieții sale în Holstein-Gottorp. Prima lui grijă a fost să asigure fiului său succesiunea la tronul Rusiei.
A murit la vârsta de 39 de ani, înainte ca un membru al familiei de  Holstein-Gottorp să urce pe tronul Suediei sau Rusiei.
1. ↑  „Karl Frederic, Duce de Holstein-Gottorp”, Gemeinsame Normdatei, accesat în 10 decembrie 2014
2. ↑  IdRef, accesat în 10 mai 2020